# Комендантский сад (Динабургская крепость)
Комендантский сад - расположен в центре крепости. Находится в городе Даугавпилс Латвия.

## Описание
Находится в квартале улиц крепости  - Госпитальная, 1-я офицерская, Комендантская, 2-я офицерская. Слева Комендантское управление, справа Госпиталь своими фасадами выходят на сад.

## История
При устройстве Динабургской крепости первоначально это был крепостной плац, решением одного из комендантов позднее был разбит Комендантский сад (ранее парки назывались садами), устроены дорожки, высажены кусты и деревья, сделана ограда. В парке устроена беседка для отдыхающих и исполнения музыкальных произведений духовым оркестром.
В 2012 году город согласился перенять Комендантский сад в своё ведение, это позволит привести его в надлежащий вид. На осень 2013 года Госагентство недвижимости ЛР не передало сад городу,планировалось передать до конца 2012 года.
В 2017 году проведена дендрологическая перепись насаждений сада/ виды, количество.
В 2021 году готовят документацию для реставрации сада.
В 2022 году в декабре самоуправление объявило конкурс на разработку проектной документации с авторским надзором реставрации Комендантского сада.
6 июля 2024 года в рамках "Дней исторических парков и садов", прошли две экскурсии, знакомящие с историей и будущим сада.

## Реставрация/реновация
Готовилась заявка, до 1 декабря 2023, о получении денег ЕС на обустройство комендантского сада, в 4 этапа. На первом водопровод и канализация территории и восстановление фонтана/приведение в вид каким существовал.
В марте 2024 сообщено город получит на реновацию двух мест отдыха 1,6 миллиона евро.
13 сентября 2024 года начаты ремонтные работы в саду.   18 сентября демонтированы три орудия с фонтана-памятника. 
За сентябрь-октябрь 2024 года выполнено 15%  работ.
Теплая зима 2024/2025 позволила строителям не делать технологический простой, продолжая работы в саду, всё будет завершено к началу лета.
К маю 2025 объём выполненных строительных работ превысил 52%, завершение всех работ ожидается к 31 декабря 2025.

## Памятники в саду
В саду находятся два памятника времени Российской империи и 1-й Латвийской республики:
- В память 100-летия Войны 1812 года в 1912 году воздвигнут Памятник-фонтан "Слава русского оружия" (1912).
- Полковой знак павшим воинам 10 Айзпутского пехотного полка, открыт в 1924 году 14 ноября (нуждался в реставрации, в 2015 году начат сбор пожертвований на тех.проект обследования памятника). 14 ноября 2014 года возложены цветы, в день 90-летия, со дня открытия памятника. Реставрация памятника к 2018 году[12]. Реставрация началась в 2017 году и завершена к 93 годовщине со дня открытия памятника. 14 ноября 2017 года прошла официальная церемония открытия памятника после завершения реставрации.

14 ноября 2024 года отмечено 100-летие  со дня открытия памятника.
- Мортира Обуховского завода (СПБ) 1877 года, внутренний диаметр ствола 204 мм, находилась в саду по 1-й Офицерской улице  до 30 августа 2012 года, в этот день 30 августа перенесена на главный вал у Николаевских ворот .

.